# Frederico X da Dinamarca
Frederico X, em dinamarquês:  Frederik X (nascido Frederico André Henrique Cristiano, em dinamarquês:  Frederik André Henrik Christian; Copenhague, 26 de maio de 1968), é o Rei da Dinamarca, Comandante em chefe da Defesa Dinamarquesa e a autoridade suprema da Igreja Nacional da Dinamarca. Frederico tornou-se rei após a abdicação de sua mãe, a rainha Margarida II, no dia 14 de janeiro de 2024. Como primogênito de Margarida II e do príncipe consorte Henrique de Laborde de Monpezat, foi o herdeiro aparente do trono do seu país desde os seus 3 anos de idade, quando sua mãe se tornou rainha em 1972.
Inicialmente foi aluno de ensino privado no Palácio de Amalienborg, depois estudou na Normandia, voltando para a sua terra natal para concluir a educação secundária. Graduou-se na Universidade de Aarhus e fez mestrado na Universidade Harvard, ambos em ciências políticas. Como parte de seu trabalho serviu nas Nações Unidas e participou de expedições na Mongólia e Gronelândia, além de servir as Forças Armadas Dinamarquesas. Os seus trabalhos adicionais envolvem o Comitê Olímpico Internacional, do qual é membro eleito desde 2009. É também o idealizador de uma instituição filantrópica que leva o seu nome e dá assistência financeira para estudantes de ciências política e social.
Durante os Jogos Olímpicos de Verão de 2000, Frederico conheceu Maria Donaldson com quem viria a se casar em 2004 na Catedral de Copenhague. Desde então, o casal teve quatro filhos: o príncipe herdeiro Cristiano, a princesa Isabel e os gêmeos príncipe Vicente e a princesa Josefina. Atualmente a família reside no Palácio de Amalienborg, onde foi educado quando novo.

## Primeiros anos

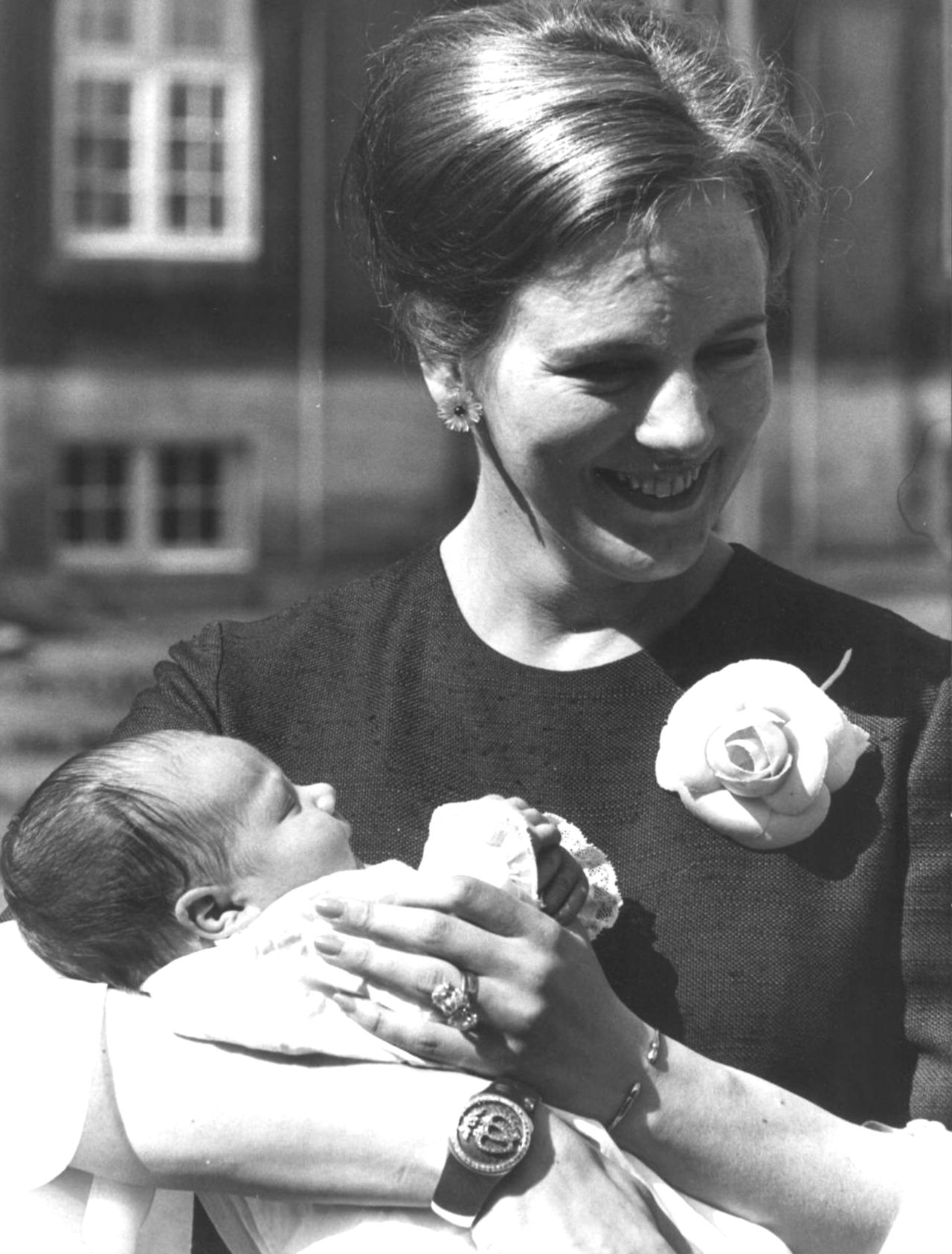
A então princesa Margarida com o recém-nascido príncipe Frederico, 1968

Frederico nasceu de cesariana de emergência no Rigshospitalet, o Hospital Universitário de Copenhague, em 26 de maio de 1968 às 23h50, filho da então princesa Margarida, filha mais velha de Frederico IX e herdeira presuntiva ao trono dinamarquês, e do príncipe Henrique. No momento de seu nascimento, seu avô materno estava no trono da Dinamarca e seu bisavô matrilinear estava no trono da Suécia.
Foi batizado em 24 de junho de 1968, na Igreja Holmen, em Copenhague. Ele foi nomeado Frederico em homenagem a seu avô materno, o rei Frederico IX, continuando a tradição real dinamarquesa de o herdeiro aparente ser nomeado Frederico ou Cristiano. Ele se tornou príncipe herdeiro da Dinamarca quando sua mãe ascendeu ao trono como Margarida II em 14 de janeiro de 1972. O único irmão do príncipe herdeiro Frederico é seu irmão mais novo, o príncipe Joaquim da Dinamarca.
Frederico frequentou a escola primária em Krebs' Skole entre 1974 e 1981, como aluno particular no Palácio de Amalienborg de 1974 a 1976, e da terceira série novamente em Krebs' Skole. De 1982 a 1983, frequentou a École des Roches, um internato na Normandia, França. Em 1986, Frederico se formou no Øregård Gymnasium. Além do dinamarquês, é fluente em francês (língua de seu pai), inglês e alemão.
No outono de 1989, Frederico começou a estudar ciências políticas na Universidade de Aarhus. Como parte de sua educação, passou o ano acadêmico de 1992-1993 na Universidade de Harvard, onde estudou ciências políticas sob o nome de Frederik Henriksen. Enquanto estava em Harvard, participou do Phoenix-SK Club e morou em um apartamento com aluguel controlado. Frederico é o primeiro membro da realeza dinamarquesa a concluir o ensino universitário.

## Carreira civil
Frederico assumiu um cargo por três meses na missão dinamarquesa da ONU em Nova York em 1994. Em 1995, obteve seu mestrado em ciências políticas pela Universidade de Aarhus. Concluiu o curso no número de anos prescrito com resultado de exame acima da média, tornando-se assim o primeiro membro da realeza a obter o título de mestre. O seu trabalho final foi uma análise sobre a política externa dos Estados Bálticos, que visitou várias vezes durante os seus estudos.. O príncipe foi nomeado primeiro secretário da Embaixada da Dinamarca em Paris de outubro de 1998 a outubro de 1999.

## Serviço militar
Frederico realizou extensos estudos militares e treinamento em todas as três forças, completando notavelmente o treinamento como "homem-sapo" nas forças de operações especiais de elite naval Frømandskorpset. Foi nessa época que ganhou o apelido de "Pingo", quando sua roupa de neoprene se encheu de água e ele foi forçado a gingar como um pinguim.
Em 2001 e 2002, completou treinamento adicional de liderança no Royal Danish Defense College. Frederico permaneceu ativo nos serviços de defesa e, no período de 2002 a 2003, serviu como oficial de estado-maior no Comando de Defesa da Dinamarca e, a partir de 2003, como professor sênior do Instituto de Estratégia do Royal Danish Defense College.

## Príncipe Herdeiro

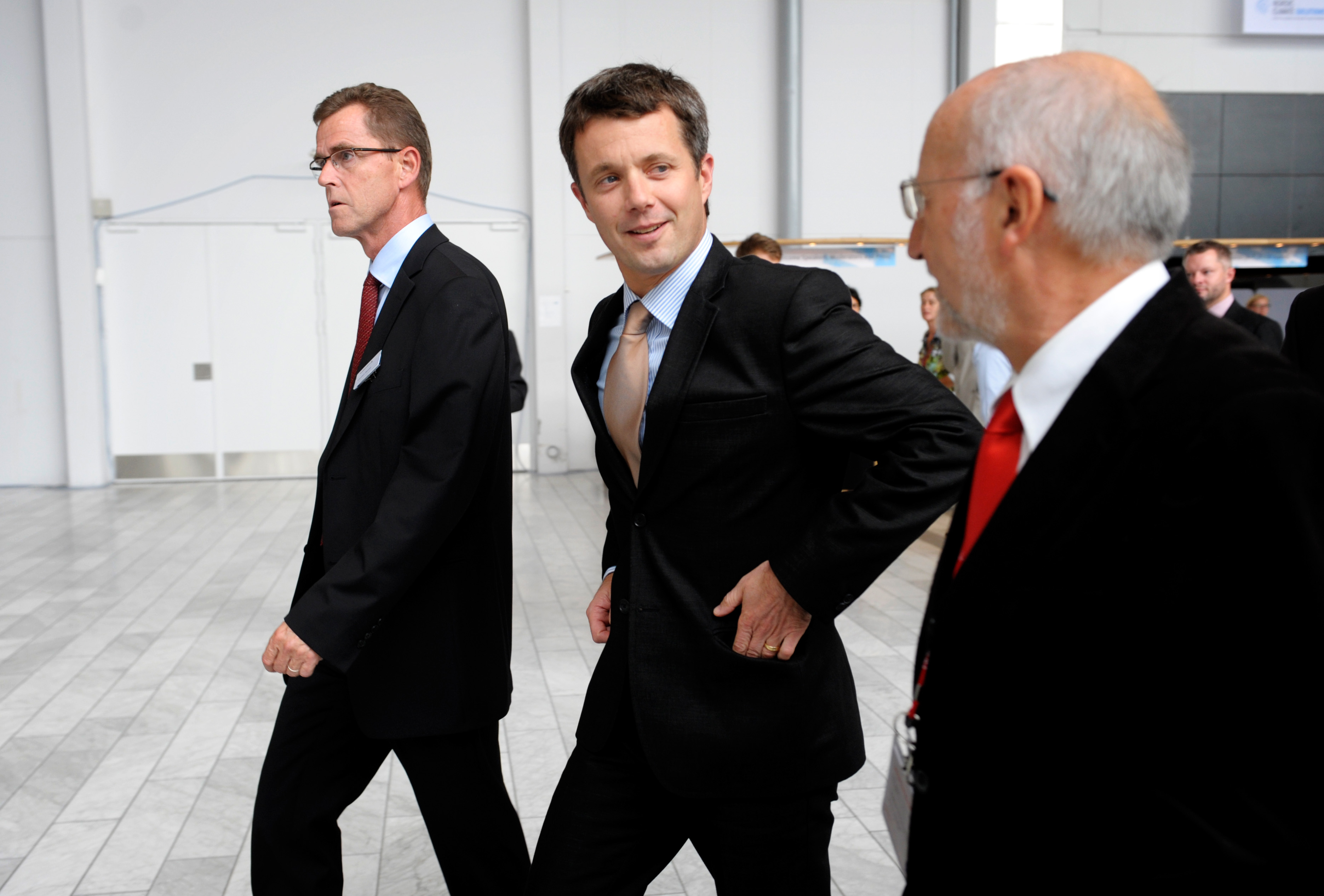
Frederico chegando à Nordic Climate Solutions, 2009

### Deveres constitucionais
Frederico se tornou Príncipe Herdeiro da Dinamarca em 14 de janeiro de 1972, quando sua mãe subiu ao trono como rainha Margarida II. Se envolveu em assuntos do Conselho de Estado Dinamarquês na maioridade e frequentemente atuava como regente na ausência de sua mãe (onde as atividades públicas mais proeminentes nessas ocasiões foi representar a Rainha em mudanças ministeriais). Além disso, conforme confirmado em um documentário sobre o Palácio de Amalienborg em 2016, ele participava regularmente das reuniões semanais entre o regente e o primeiro-ministro e outros ministros, e recebeu um papel muito mais proeminente nas visitas de Estado na Dinamarca e no exterior.

### Patrocínios
O então príncipe herdeiro patrocinava e desempenhava tarefas honorárias em várias instituições relacionadas ao humanitarismo, política externa, pesquisa científica, saúde, sustentabilidade, meio ambiente, arte, cultura e esportes. Ele emprestou seu nome à Crown Prince Frederick Foundation, por meio da qual distribui subsídios para pesquisas científicas. É presidente da King Frederick and Queen Ingrid Foundation, cujos objetivos são humanitários e culturais. Como patrono da Fundação Anders Lassen, ele apoia a reabilitação de soldados feridos e distribui anualmente subsídios para soldados feridos e suas famílias e para ativistas militares. Como patrono da Save the Children, ele apoiou campanhas para reduzir a mortalidade infantil, a violência e a exclusão e fez doações para a construção de abrigos. Como patrono da Cruz Vermelha, ele chama a atenção para calamidades e intermedia doações para causas humanitárias.

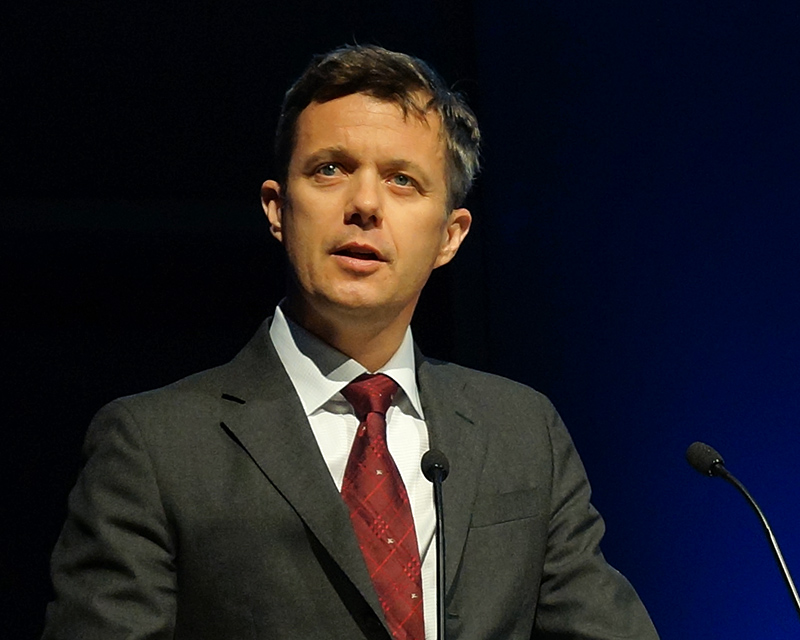
O então Príncipe Herdeiro Frederico no evento da EWEA Offshore 2015 em Copenhague, Dinamarca, março de 2015

Alguns patrocínios e tarefas de honra destacáveis são:
- A Associação de Surdos da Dinamarca;
- Os doadores de sangue na Dinamarca;
- A Associação Dinamarquesa de Deficientes Auditivos;
- A Organização Dinamarquesa de Dislexia;
- A Cruz Vermelha Dinamarquesa;
- Prêmio Real para a Sustentabilidade;
- Plante uma árvore;
- A Comissão de Investigação Científica na Groenlândia;
- The Save the Children;
- A Sociedade de Política Externa;
- Novos Líderes Globais;
- A Federação Internacional de Vela (comissão de eventos).

### Casamento e filhos

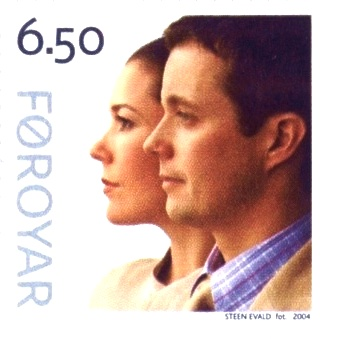
Frederico e Mary em um selo comemorativo das Ilhas Faroé de 2004.

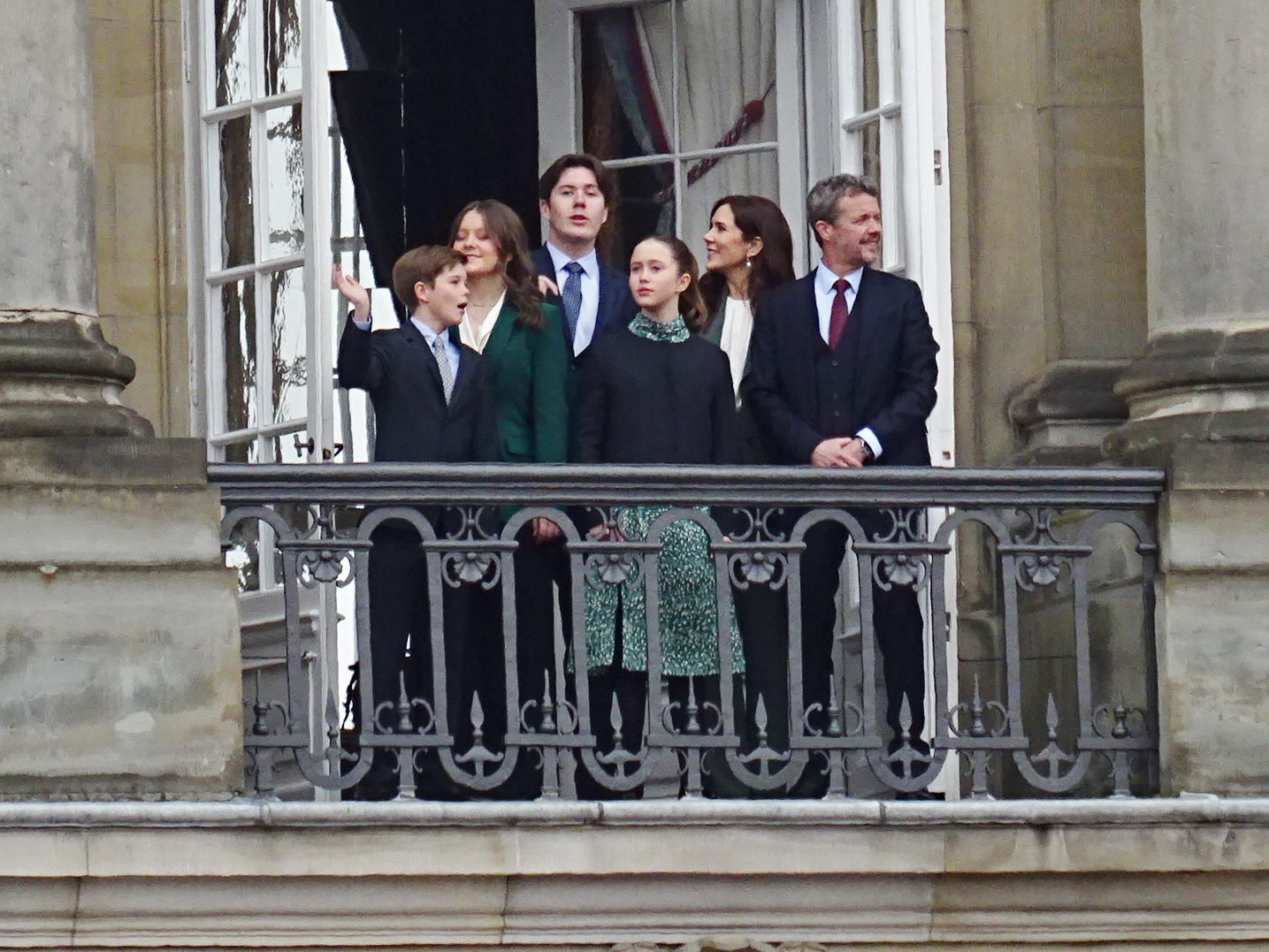
A família do então Príncipe Herdeiro Frederik aparece na varanda do Palácio de Amalienborg, durante as celebrações de 83 anos da Rainha Margarida II.

Durante um Conselho de Estado em 8 de outubro de 2003, a Rainha Margarida deu seu consentimento para o casamento do Príncipe Herdeiro Frederico com Mary Elizabeth Donaldson, uma consultora de marketing australiana que o príncipe conheceu enquanto participava das Olimpíadas de Sydney em 2000. O casamento ocorreu no dia 14 de maio de 2004 na Catedral de Copenhague.
O casal tem quatro filhos: o príncipe herdeiro Christian (nascido em 15 de outubro de 2005), Isabella (nascida em 21 de abril de 2007) e os gêmeos Vincent e Josephine (nascidos em 8 de janeiro de 2011).

### Abdicação de Margarida II
No dia 31 de dezembro de 2023, durante seu discurso de Ano Novo na televisão, a rainha divulgou a sua vontade de renunciar ao trono em favor de Frederico no dia 14 de janeiro de 2024. Este dia marca o 52° ano do reinado de Margarida II e morte do rei Frederico IX. O motivo da abdicação esteve relacionado com os problemas físicos crescentes da rainha, tendo inclusive passado por uma cirurgia nas costas. Porém, a imprensa internacional especulou que Margarida II teria optado pelo fim de seu reinado por causa da polêmica em torno dos boatos do suposto affair de Frederico com a socialite mexicana Geneveva Casanova. Segundo o diário britânico Daily Mail, a rainha abdicou em um esforço em prol da manutenção do casamento de seu filho com a então princesa Mary.

## Reinado

### Ascensão
No dia 14 de janeiro de 2024, no Palácio de Christiansborg às 14h00, a rainha Margarida II assinou a declaração de abdicação numa reunião de Conselho de Estado. Durante esta cerimônia, o príncipe Frederico assumiu o trono, passando a ser designado como rei Frederico X, tal como o príncipe Cristiano passou a ser oficialmente designado como príncipe herdeiro, ganhando também um lugar permanente no Conselho de Estado. Às 15h00, na varanda do Palácio de Christiansborg, houve a proclamação de Frederico X e Maria como rei e rainha consorte feita pela primeira-ministra Mette Frederiksen.

## Áreas de interesse

### Expedições
Frederico participou de uma expedição à Mongólia em 1986. Em 2000, o então príncipe herdeiro participou da Sirius Expedition 2000, durante um período de quatro meses e 2 795 km como dog-sledge na expedição na parte norte da Groenlândia. A expedição marcou o aniversário de 50 anos das Patrulhas Sirius, que é responsável pela vigilância do norte e do nordeste da Groenlândia e à execução de soberania dinamarquesa, e o herdeiro ao trono da Dinamarca fazia parte da expedição polar como um fotógrafo de cinema, cuja função era garantir uma melhor cobertura do evento.

### Investigação científica, sustentabilidade e mudanças climáticas

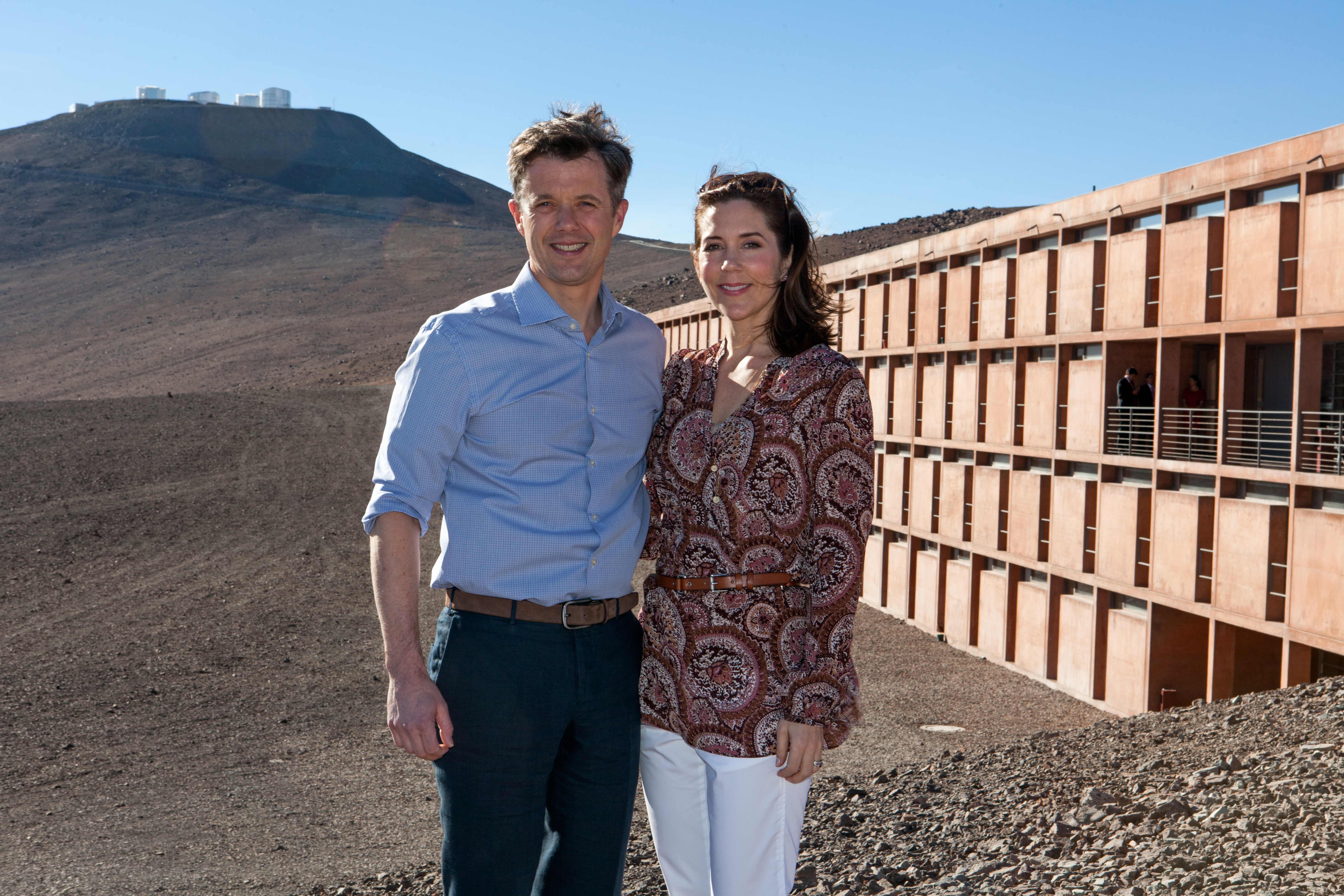
Frederico e sua esposa Mary no Observatório Paranal do ESO, março de 2013.

Frederico tem demonstrado particular interesse pelos temas sustentabilidade e mudanças climáticas. Tem representado a Dinamarca na promoção de energia sustentável produzida no país.  Desde sua fundação em 1996, é patrono do Prêmio Real para a Sustentabilidade (Royal Awards for Sustainability), que distribui prêmios e cria a consciência sobre o desenvolvimento sustentável e desenvolve plataformas sobre temáticas ambientais. Ele e os outros príncipes-herdeiros escandinavos atuais: Vitória, Princesa Herdeira da Suécia e Haakon, Príncipe Herdeiro da Noruega, têm realizado viagens juntos nos últimos anos para presenciar de perto os efeitos das mudanças no clima e Frederico participavam em fóruns para discutir o assunto, como a ONU Pacto Global (U.N. Global Compact, 2009), na cidade de Nova Iorque, a Cimeira de Copenhaga (a COP 15, 2009), a Cúpula Mundial de Energia do Futuro (World Future Energy Summit, 2010), em Abu Dhabi, e Ukrainian - Danish Business Forum (2011), sobre política energética. Frederico foi um dos membros da realeza lembrado e entrevistado por Financial Times como ativista pelo clima. Ele foi também entrevistado por Richard Quest, para o programa Future Cities, da CNN Internacional, pôr o seu reconhecido compromisso com a sustentabilidade, aplicado em seu palácio renovado, quando trocou o aquecimento tradicional por opções ambientalmente racionais, que propiciam economia de energia. Frederico foi um dos autores do livro Polartokt Kongelig (Ano Polar Real), publicado em 2009 com prefácio escrito por Kofi Annan, onde partilha experiências de suas viagens a Svalbard e à Groenlândia e relata os desafios climáticos encontrados. ele foi também o responsável por escrever o prefácio do livro Naturen og klimaændringerne i Nordøstgrønland ("A natureza e a mudança climática na Groenlândia"), elaborado para ajudar a estimular o interesse dos estudantes do ensino secundário para a investigação científica na Universidade de Aarhus e aos recentes problemas climáticos na Groenlândia.
Frederico apoia especialmente a fundação que organiza o Galathea 3, a maior expedição científica dinamarquesa, cujo objetivo é reforçar a investigação científica dinamarquesa, não só por causa de projetos de pesquisa que tenham sido incluídos na expedição, mas também em relação ao recrutamento dos próximos cientistas. Ele é patrono da fundação que a organiza, frequenta com regularidade os eventos da instituição e foi expedicionário da Galathea 3.

### Esporte e saúde
Frederico é também conhecido como um homem amante dos esportes e patrocina organizações relacionados ao assunto, quer por gosto pessoal como para a promoção de uma vida saudável e ativa. Ele próprio tem atuado ativamente em diversas modalidades esportivas. Participou em corridas e maratonas em Nova Iorque, Paris e Copenhaga, tendo concluído os 42 quilômetros da Maratona de Copenhague com o meritório tempo de 3 horas, 22 minutos e 50 segundos. Tem sido presença constante em campeonatos europeus e mundiais de vela, como capitão do barco Nanoq, obtendo boas posições.
Liderou campeonatos, como o European Dragon Championships 2003, terminando a disputa como o quarto melhor da Europa entre 51 barcos. Venceu etapas de mundiais, concluindo entre o top 10 (na oitava posição) em mundial de 2007 e terminando como o quarto melhor do mundo, entre 33 participantes, na mesma categoria Farr 40 em 2008. Em seu país terminou em sexto lugar, entre 74 concorrentes nacionais e internacionais, no Dragon Gold Cup 2009. Obteve o primeiro lugar, em sua classe de embarcação, na mais tradicional competição da Dinamarca, o Fyn Cup 2010. Foi quarto colocado no Danish Dragons 2011. Durante vários anos, Frederico tem sido ativo na Federação Internacional de Vela.
Em outubro de 2006, o jornal Politiken reconheceu o papel do então príncipe na conquista da realização do campeonato mundial de Farr 40 para a Dinamarca, que se realizaria no final de 2007 sob sua influência. Além de dar apoio financeiro a atividades esportivas de caráter social através de sua fundação, Frederico tem buscado promover a qualidade de vida, uma vida saudável e sustentável, sobretudo entre os jovens, através da prática de esportes. Entre as suas campanhas de conscientização promoveu a abertura de ginásios nas florestas (Nature Fitness Track), onde competiu com jovens estudantes e encorajou o uso de "ferramentas" naturais das florestas para a prática de atividade física. Costuma prestigiar as aberturas das Olimpíadas Escolares em seu país.
Em 2010, na capital Washington, D.C. dos Estados Unidos, participou de um evento de ciclismo, junto com o astro do basquete Caron Butler e dois membros do Congresso dos Estados Unidos, para promover modos de transporte alternativos para os Povo dos Estados Unidos. Tem apoiado eventos de prevenção do diabetes que estimulam a prática de mais atividades físicas e uma alimentação saudável.

### Membro do Comité Olímpico Internacional

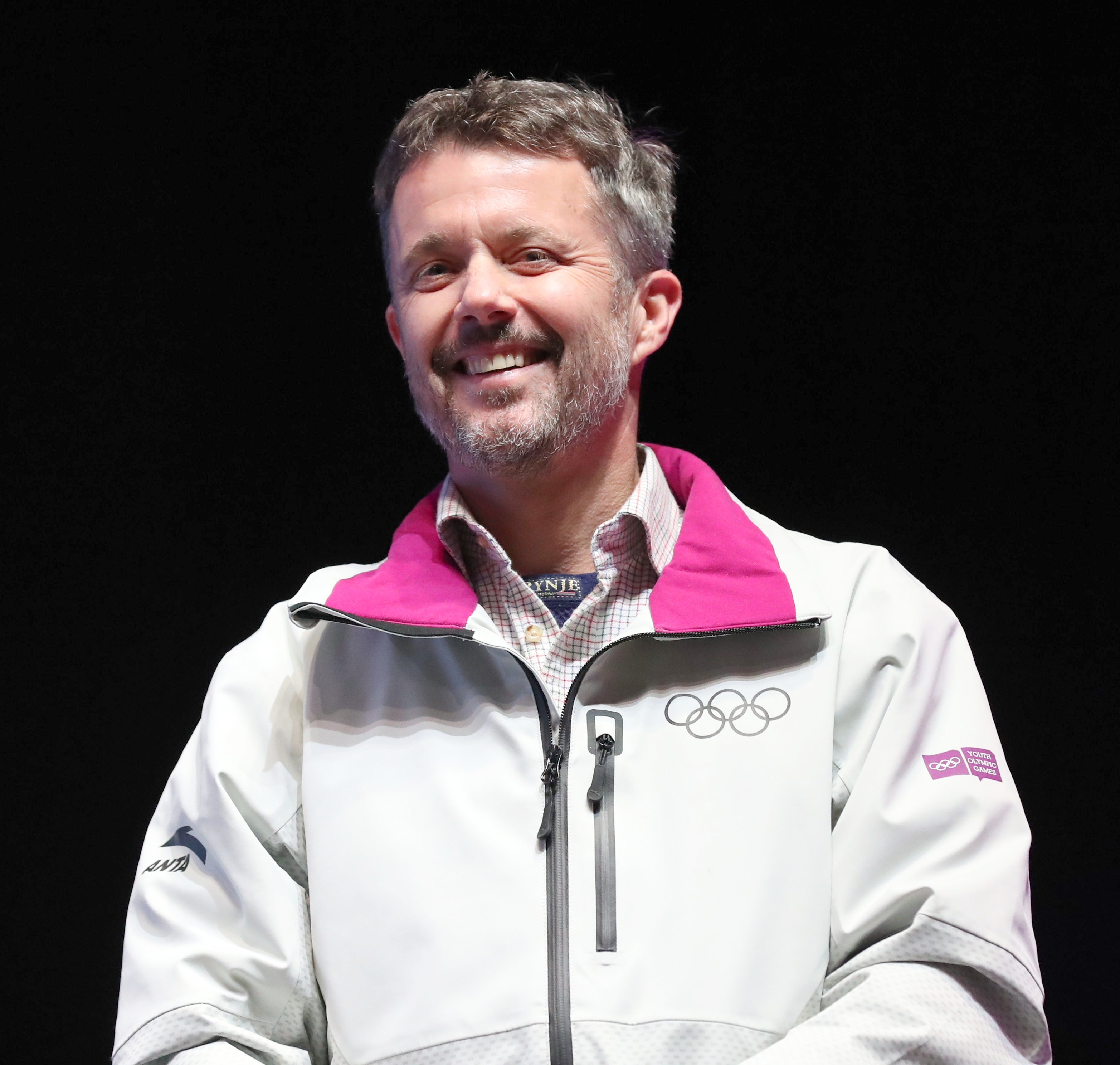
Frederico como membro do Comitê Olímpico Internacional, 2020

Em 9 de outubro de 2009, Frederico foi eleito membro do Comité Olímpico Internacional, com 77 votos a favor e 9 contra. A candidatura do então príncipe herdeiro foi recebida com algum ceticismo na Dinamarca, pois poderia significar que o príncipe estaria comprometendo a sua neutralidade política. Frederico, todavia, não desistiu; admitiu em uma entrevista que, apesar das críticas, teria sido uma vergonha eu sentar aqui no sofá hoje e dizer: Sim, eu considerei, mas eu não tentarei de qualquer maneira, porque eu não tenho confiança suficiente em mim para fazê-lo (...). Eu acredito em mim e estou bem preparado para contribuir construtivamente para o COI. Ele anunciou que o seu ponto de foco e motivo para a adesão ao Comitê Olímpico Internacional é o de promover um estilo de atividade física em crianças e adolescentes, e enquetes de Berlingske Tidende e Gallup mostraram que a maioria dos dinamarqueses entrevistados eram favoráveis à candidatura de Frederico ao Comité Olímpico Internacional. Igualmente, a maioria nova consultada pelo Gallup não era contrária a que o então príncipe falasse de política, entretanto, Frederico garantiu que estaria envolvido com as questões relacionadas ao esporte, deixando a política aos políticos, mas que não seria um espectador passivo, seria ativo inclusive a portas fechadas. Ele foi eleito para um período de oito anos e deixou claro, que iria terminar o seu mandato após subir ao trono dinamarquês.

## Títulos e honras

### Títulos
- 26 de maio de 1968 – 14 de janeiro de 1972: Sua Alteza Real, o Príncipe Frederico da Dinamarca
- 14 de janeiro de 1972 – 29 de abril de 2008: Sua Alteza Real, o Príncipe Herdeiro Frederico da Dinamarca
- 29 de abril de 2008 – 14 de janeiro de 2024: Sua Alteza Real, o Príncipe Herdeiro Frederico da Dinamarca, Conde de Monpezat
- 14 de janeiro de 2024 – presente: Sua Majestade, o Rei da Dinamarca

### Honras
Frederico X recebeu diversas condecorações:
Nacionais
- Cavaleiro da Ordem do Elefante (R.E.),
- Grande Comendador da Ordem Real do Dannebrog (S. Kmd.),
- Cruz de Prata da Ordem Real do Dannebrog (D.Ht.),
- Medalha comemorativa do 50.º aniversário da chegada de Sua Majestade a Rainha Ingrid à Dinamarca (Dr.IEM),
- Escudo de Honra, Oficiais da Reserva (ROHT),
- Medalha comemorativa das bodas de prata de Sua Majestade a Rainha Margarida II e de Sua Alteza Real o Príncipe Henrique (SEM),
- Medalha de Prata do Jubileu de Sua Majestade a Rainha Margarida II da Dinamarca (adesão ao trono dinamarquês) (REM),
- Medalha da Associação Militar Atlético Dinamarquesa (DMIH),
- Medalha do centenário do Rei Frederico IX (MM11. março 1899-1999),
- Medalha Real de Recompensa com a Coroa (SIRIUS Expedição de 2000) (BM2 *. m.Inskrip.),
- Medalha comemorativa da Rainha Ingrid (Dr.I.M.M.),
- Medalha da Autonomia da Gronelândia (Grøn.Hjst.M.1.),
- Medalha de Mérito (Hjv. Ft.).

Estrangeiras
- Grande Cruz da Ordem do Serviço Honroso,  Itália (It.F.1.),
- Ordem de Serviço Militar e Civil de Adolfo de Nassau, Grande Cruz,  Luxemburgo (N.A.1.),
- Ordem dos Ojaswi Rajanya, Grande Cruz,  Nepal (Nep.Oja.Raj.1),
- Ordem de Serafim,  Suécia (S. SPH.),
- Ordem de São Olavo, Grande Cruz,  Noruega (N.St.0.1.),
- Ordem da Rosa Branca, Grande Cruz,  Finlândia (Fi.HR1.),
- Ordem de Terra Mariana, Grande Cruz,  Estónia (Est.T.M.1.),
- Ordem das Três Estrelas, Grande Cruz,  Letónia (Le.S.1.),
- Ordem de Leopoldo, Grande Cruz,  Bélgica (BL1.),
- Ordem do Falcão Islandês, Grande Cruz,  Islândia (IF1.),
- Ordem da Renascença Jordana, Grande Cruz,  Jordânia (Jo.Re.1.),
- Ordem do Crisântemo,  Japão (J. Krys),
- Ordem Nacional do Cruzeiro do Sul, Grande Cruz,  Brasil (Br.SK1.),
- Ordem do Rio Branco, Grande Cruz,  Brasil (Br.RB1.),
- Ordem dos Chula Chom Klao, Grande Cruz,  Tailândia (S.C.K.1),
- Ordem de Mérito, Grande Cruz,  Alemanha (Ty.FRF1).
- Ordem da Estrela da Roménia, Grande Cruz,  Roménia (R.stj.0.1.),
- Ordem dos Stara Planina, 1 ª cl.,  Bulgária (Bu.S.P.1.).

O Rei é também comandante, tenente coronel do exército e tenente coronel da força aérea, para além de ocupa altos graus na marinha.

Monograma real
Brasão de armas do Príncipe Herdeiro da Dinamarca
Brasão como Rei da Dinamarca (2024-2025)
Brasão como Rei da Dinamarca (2025-)